# Agata Szczukocka
Agata Szczukocka – polska ekonomistka, dr hab. nauk ekonomicznych, profesor nadzwyczajny Instytutu Statystyki i Demografii Wydziału Ekonomicznego i Socjologicznego Uniwersytetu Łódzkiego.

## Życiorys
20 kwietnia 1998 obroniła pracę doktorską Zastosowanie metod statystycznych w działalności kredytowej banku, 24 listopada 2014 habilitowała się na podstawie dorobku naukowego i pracy zatytułowanej Statystyczna ocena znaczenia sektora usług w gospodarce Polski. Otrzymała nominację profesorską.
Pracowała w Instytucie Ekonometrii i Statystyki na Wydziale Ekonomicznym i Socjologicznym Uniwersytetu Łódzkiego, a także w Olympus Wyższej Szkole im. Romualda Kudlińskiego w Warszawie.
Piastuje funkcję profesora nadzwyczajnego w Instytucie Statystyki i Demografii na Wydziale Ekonomicznym i Socjologicznym Uniwersytetu Łódzkiego.